# Biała Piska
Biała Piska (německy Bialla) je město v Polsku ve Varmijsko-mazurském vojvodství v okrese Pisz. Nachází se zhruba 30 km jižně od Ełku. Z hlediska historie a etnografie se Biała Piska nachází na v oblasti zvané Mazury, na území bývalé Galindie. V roce 2024 zde žilo 3 637 obyvatel.

## Poloha
Biała Piska je se nachází v rekreační oblasti Mazurská jezerní plošina, asi 20 km od východního břehu největšího Mazurského jezera Śniardwy. Tato plošina se nachází ve východní části Varmijsko-mazurského vojvodství. Jižně od města se nacházejí četná vřesoviště s velkými a rozsáhlými lesy.

## Historie

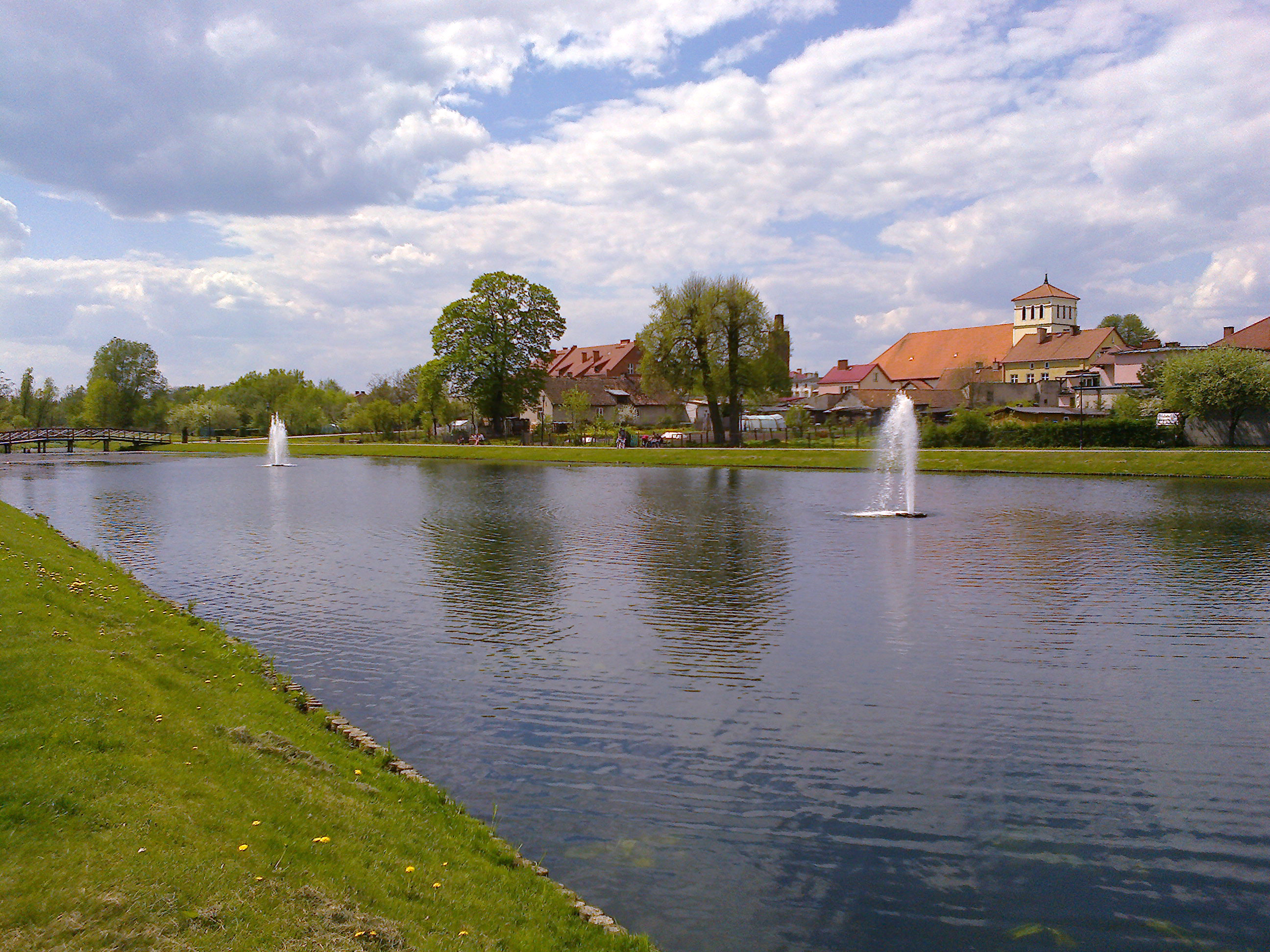
Vodní reservoár na říčce Bialka

Obec Biała Piska byla založena v roce 1428 na místě dřívější pruské osady zvané Gayle. Její název pochází ze staropruského jazyka, kde gaylis znamená bílý. Vesnice je zmiňovaná ve vizitační zprávě z roku 1424 jako sídlo mající 60 lén s mlýnem, nacházející se v dubovém lese poblíž Gayle (dnešní dubový háj ležící půl míle od jezera Kumielski), kde jistý Cwalina a 20 příbuzných pokrývali plochu 100 lén.
Lokační privilegium pro nájemní vesnici vydal 9. října 1428 Jost Strupperger, velitel a komtur s vědomím mistra a vládce Pavla von Rusdorfa. Vesnice se nacházela v oblasti zvané Gayle, na 60 lánech podle Chełmského práva. Správce a zakladatel obce Piotr Szulc obdržel z Chełmna 6 lánů, 4 lány byly přiděleny na nadaci farnosti. Budova místního hostince je v Białé připomínána již v roce 1447.
Za svůj rozvoj na přelomu 16. a 17. století vděčila Biała výhodné poloze na obchodní stezce. Proslavila se především velkými dobytčími jarmarky. Rozvoj města zastavily dvě události, v roce 1656 byla obec vypálena Tatary, další ránou byla morová epidemie. Až do roku 1657 zůstalo pod správou Koruny Polského království jako léno. 26. března 1722 udělil Fridrich Vilém I., král Pruska, osadě Bialla městskou listinu. Biała Piska měla v té době 600 obyvatel. Významným milníkem byla stavba železniční trati Ełk – Pisz (1883), která vedla k rozvoji města v 19. století.

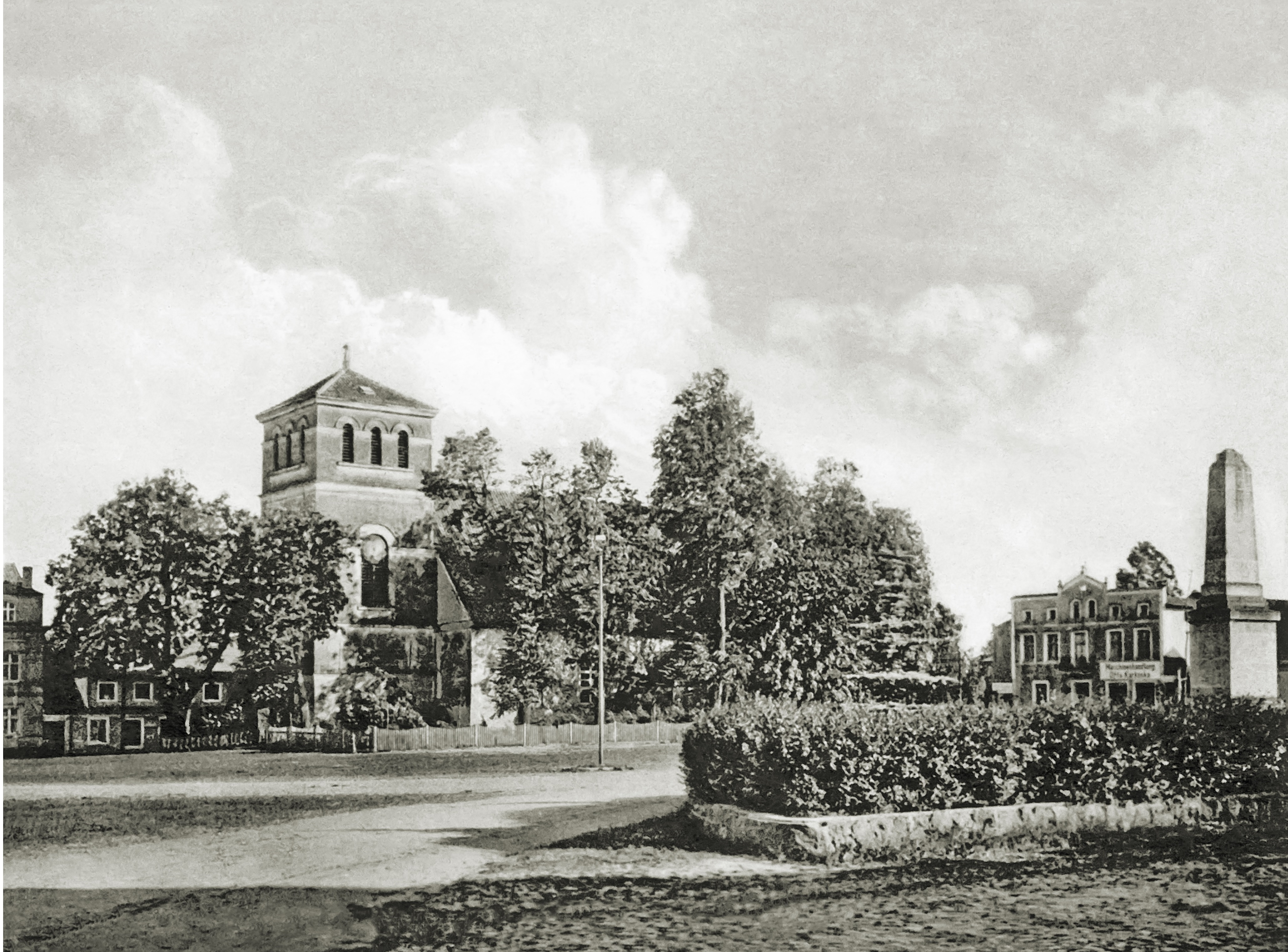
Biała Piska v meziválečném období

V roce 1871 se město stalo součástí Německa. Do roku 1938 neslo oficiální německý správní název Bialla. 16. července 1938 byla v rámci germanizace jmen výnosem německých nacistů u moci přejmenována na Gehlen, poté na Gehlenburg. Po skončení 2. světové války bylo město začleněno do Polska a do roku 1946 bylo sídlem okresu Pisz. V letech 1954–1972 bylo město sídlem úřadů okresu Biała Piska, ale nepatřilo k němu. V letech 1975–1998 město administrativně patřilo do tehdejšího Suwałského vojvodství.
V srpnu 2017 bylo znesvěceno průčelí místní evangelicko-augsburské kaple umístěním nacionalistických hesel a vulgárních kreseb.

### Historie Židů ve městě
Židé se v Białe začali usazovat na konci napoleonské éry. V roce 1828 zde žilo 10 Židů, rozvoj osídlení však spadá až do poloviny devatenáctého století. Židovská komunita se skládala z přistěhovalců z Mazovska a západního Pruska. V letech 1863–1864 disponovala židovská obec 150 tolary. Z těchto prostředků byl placen duchovní sluha, udržován hřbitov a v pozdějších letech taktéž vystavěna synagoga.
Samostatná židovská obec byla zlikvidována v roce 1905. Místní Židé se stali součástí komunity v Piszi. Po nástupu nacistů k moci antisemitské nepokoje zesílily. Nacisté přinutili biełské Židy k odchodu do větších měst (zejména do Královce, nebo Berlína) či k emigraci, především do Nizozemska.

## Doprava
Město leží na silnici I/58, která spojuje Szczuczyn a Szczytno. Tato silnice prochází celým zastavěným územím města od západní k východní části a je tak hlavní dopravní tepnou. Poblíž centra Białe se na tuto silnici napojuje další – s č. 667, která končí jižně pod městem Ełk. Kromě těchto dvou hlavních cest je město a jeho okolí protkáno sítí menších silnic III. tříd, které vedou do vesnic Dmusy, Skarżyn, nebo Kumielsk.
Městem prochází železniční trať č. 219 Olsztyn Główny – Ełk se zastávkou Biała Piska, od 1. července 2010 byla po 10 letech obnovena osobní doprava v celé délce trati.

## Ekonomika
V současné době[kdy?] je v Białe zastoupen v menší míře potravinářský a dřevařský průmysl. V blízkosti města jsou ložiska rašeliny, lučního vápence a slatinné železné rudy. Je zde vlakové nádraží, autobusová zastávka, poliklinika, pošta, banka, restaurace, kavárny, kino, což pro okolní vesnice (Szkody, Radysy, Sulimy, Kaliszki, Konopki) tvoří hlavní městské zázemí.
V obci působí fotbalový klub Znicz Biała Piska, založený v roce 1954.

## Památky
- Kostel sv. Ondřeje Boboly - postavený v letech 1756–1763, věž z roku 1832, postavená podle projektu KF Schinkela. Hlavní oltář pochází ze 17. století
- Radnice z počátku 20. století
- Maloměstská zástavba z přelomu 19. a 20. století
- Zdevastovaný německý hřbitov

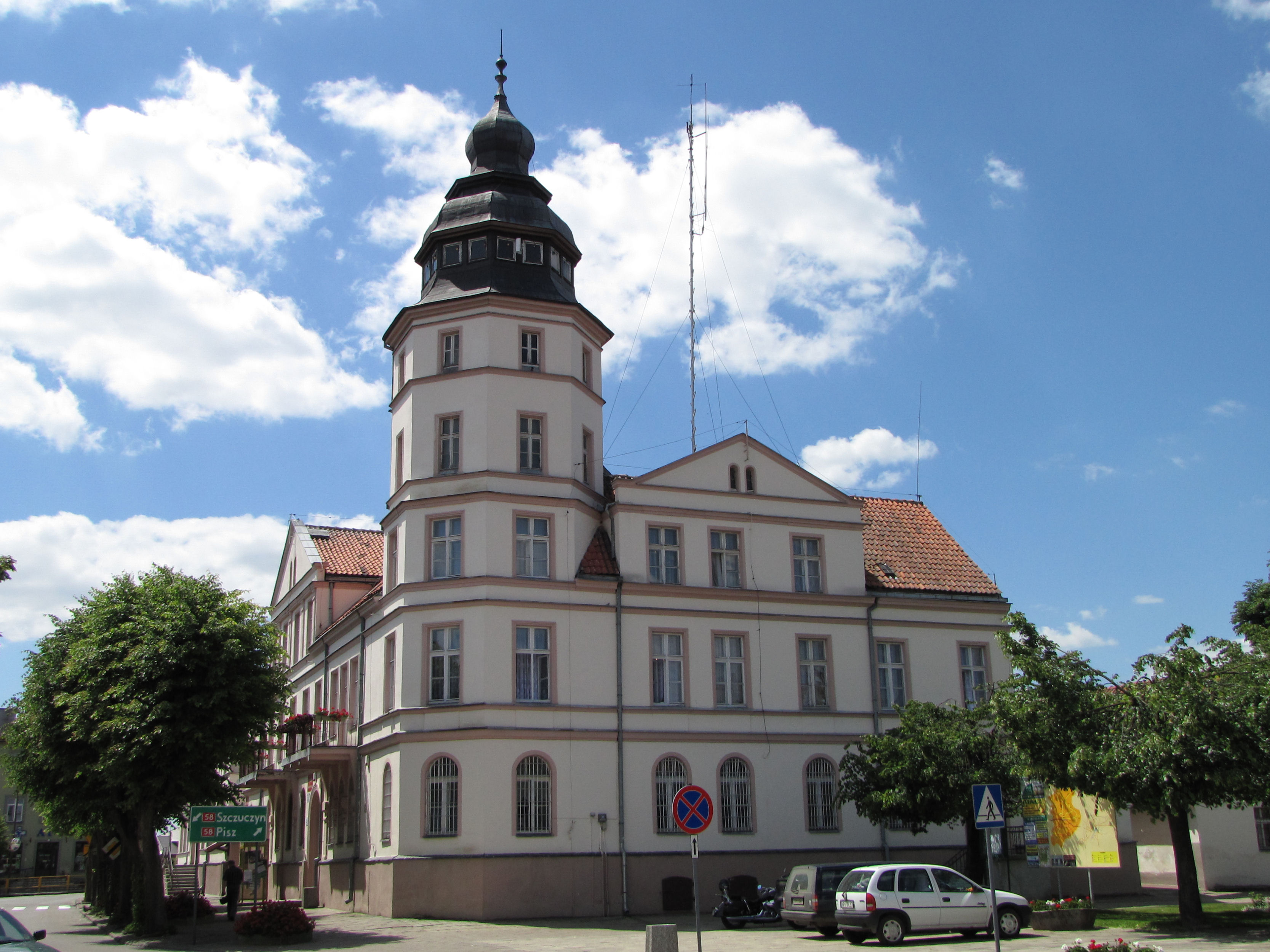
Radnice
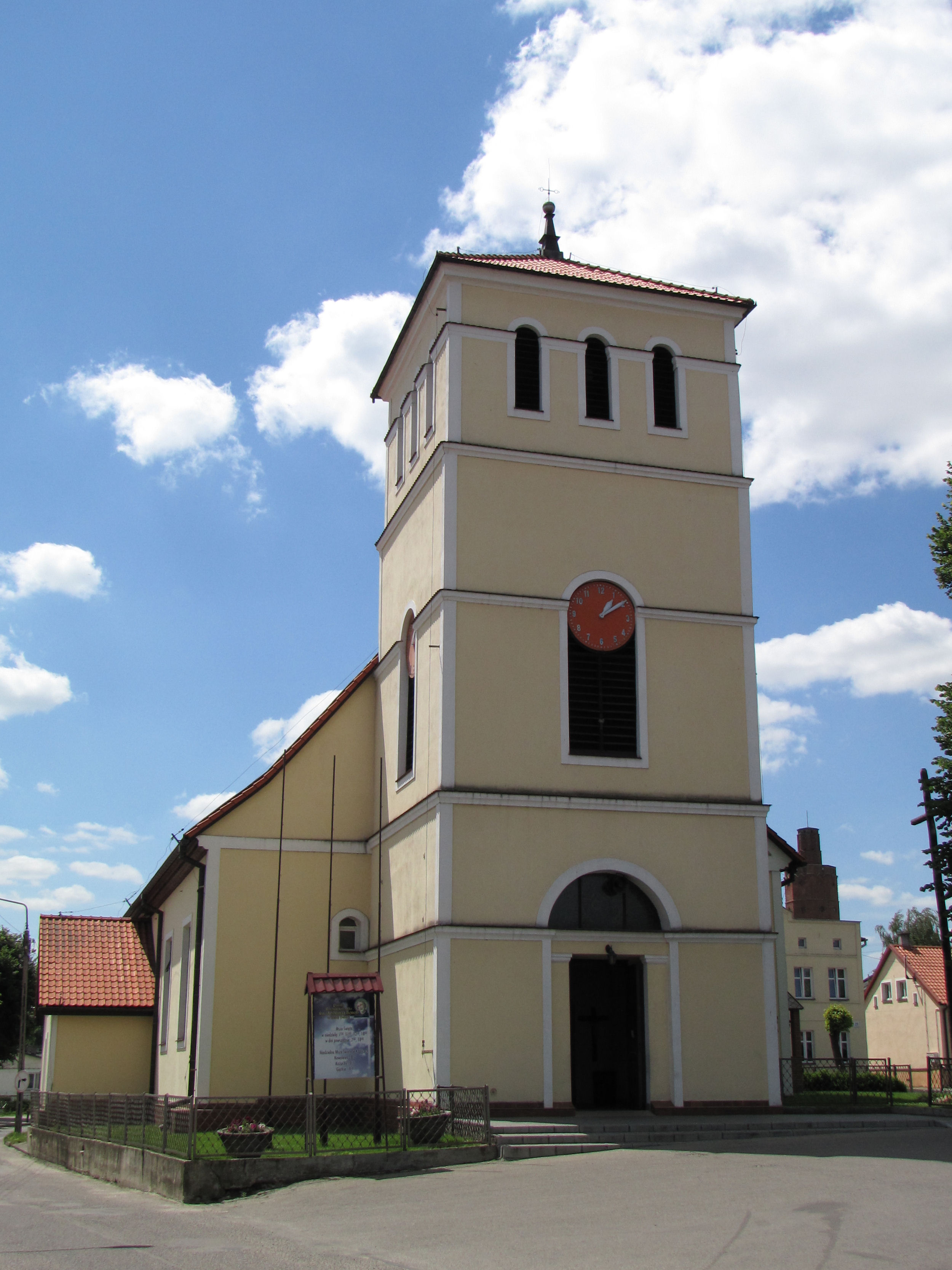
Kostel sv. Ondřeje Boboly
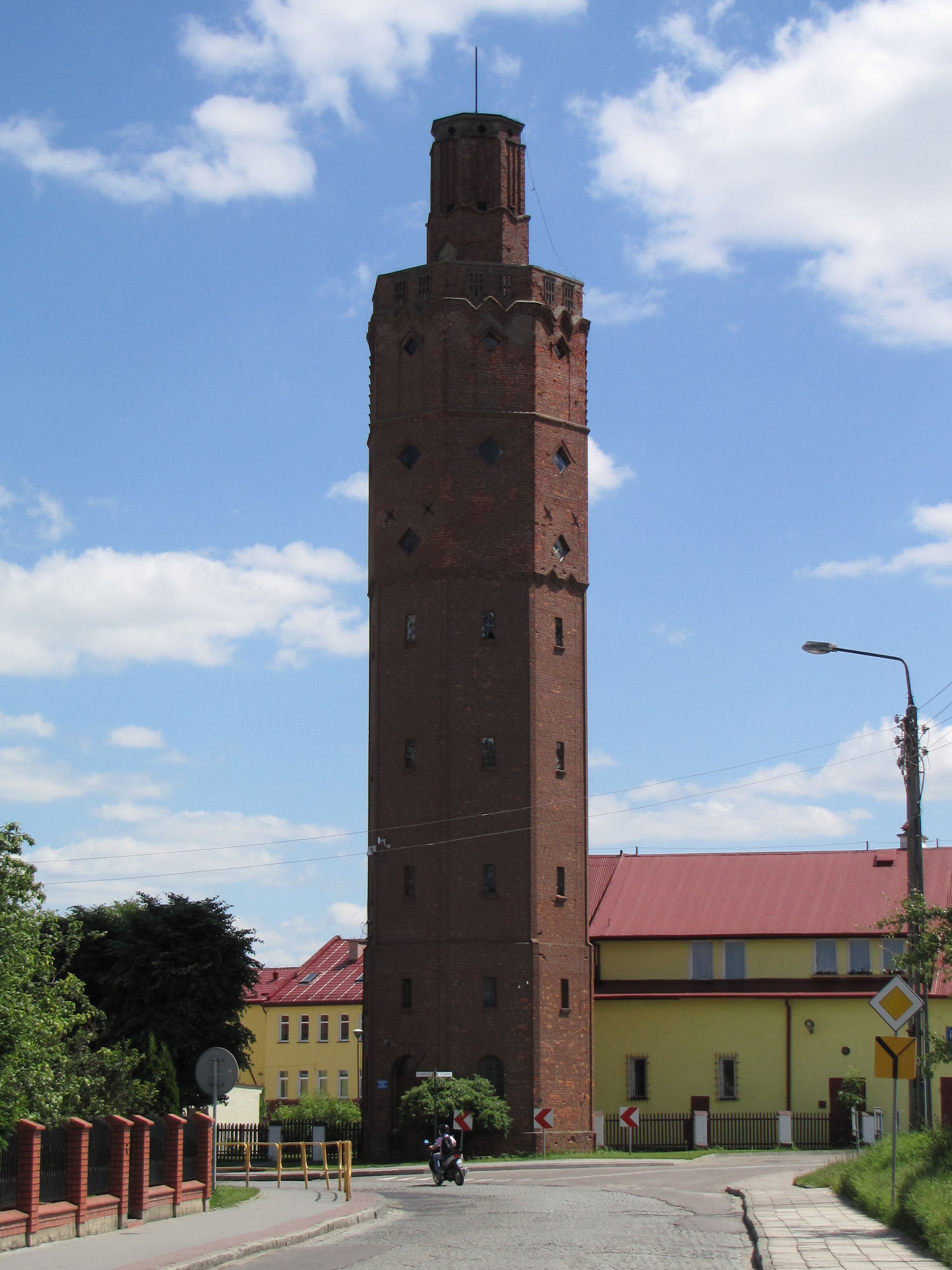
Vodárenská věž

## Osobnosti
- Julius Rimarski (1849–1935) – německý pastor ve východním Prusku
- Walther Tomuschat (1866–1914) – německý učitel, autor středoškolských učebnic
- Walther Rimaski (1874–1963) – chemik
- Herbert Neumann (1888–1976) – německý administrativní právník